# 森英介
森 英介（1948年8月31日—），日本政治家。自由民主黨的眾議院議員（9次當選）。出身於千葉縣勝浦市，東北大學工學部畢業，曾因核動力工場的溶接研究成果而被名古屋大學頒授工學博士學位。
在自民黨內屬於麻生派（為公會），歷任厚生勞動副大臣、自民黨國會對策副委員長等職。2008年9月就任麻生內閣的法務大臣。
其祖父森矗昶、父親森美秀都是著名的實業家和政治家。前首相三木武夫的妻子三木睦子是其舅母。

## 荣誉

### 外国勋章奖章
- 三等功绩勋章（乌克兰，2022年8月23日公布[1]）：森时任日本乌克兰友好议员联盟会长。

## 外部連結
- 森英介官方網站
- 自由民主黨千葉縣支部連合會 （页面存档备份，存于）

| 官衔            | 官衔                           | 官衔            |
| --------------- | ------------------------------ | --------------- |
| 前任： 保岡興治 | 法務大臣 第82代：2008年—2009年 | 繼任： 千葉景子 |